# Les Citadins du Rebut global
 (mai 2023).
Les Citadins du Rebut global est une émission de télévision québécoise de type télé réalité documentaire en treize épisodes d'une heure, diffusée aux chaînes de Télé-Québec et France 5 en 2005. Faisant partie de la série Le Rebut global, les Citadins sont trois québécois et deux français volontaires pour reconstruire, de manière écologique, un immeuble délabré du XIXe siècle situé à Montréal.

## Description
Les Citadins du Rebut global ont la mission de rénover un immeuble du quartier ouvrier Saint-Marie de Montréal. Ils disposent de treize semaines, d'un budget de 15 000 dollars CAD et d'un seul plein d'essence pour le repérage et le transport des matériaux. Ils doivent exclusivement utiliser des matériaux trouvé dans les rebuts et minimiser ceux destinés à l'enfouissement. Ils doivent ainsi créer un loft urbain avant-gardiste, écologique et en harmonie avec son environnement.
Narrée par le philosophe Jacques Languirand et l'animatrice Caroline Boyer, la série est une coproduction de Télé-Québec et de France 5, avec l'aide financière de Fonds canadien de télévision, Fonds Quebecor, la SODEC et les gouvernements du Québec et du Canada. Les treize épisodes de 52 minutes sont tournés en couleur avec XDCAM et disponibles en coffrets DVD.
En 2008, les participants des trois séries Le Rebut global ont également collaboré au projet Espace Sedna-Cascades-Rebut global, un centre d'interprétation écologique fait de deux conteneurs désuets, installé près du Sedna IV dans le Vieux-Port de Montréal. L'espace est ouvert au grand public.

## Épisodes
1. Péril en la demeure
2. Ménage à cinq
3. Crépi et chuchotements
4. Premier niveau
5. Tous les égouts sont dans la nature
6. Propos orduriers
7. Franche maçonnerie
8. Compte sur toit
9. Pousse toit!
10. Embouteillage monstre
11. Quartiers populaires
12. Le cas des sacs
13. Les visiteurs

## Participants
- Jean-Pierre Lavoie : Assistant directeur artistique, concepteur de décors
- Nadia Bini : Ébéniste
- Alejandro Montero : Entrepreur général, favorisant l'architure écologique
- Vincent Vandenbrouck : Designer industriel
- May Porthé : Designer d'intérieur

## Distinctions
Les Citadins du Rebut global s'est mérité quatre prix Gémaux dans la catégorie documentaire : 
- meilleure série
- meilleure réalisation
- meilleure direction photo
- meilleur montage

## Équipe
- Marc St-Onge : Idée originale, concepteur, producteur, réalisateur, scénariste, coordonnateur.
- Alain Girard : producteur
- Jacques Languirand : narrateur, philosophe.
- Caroline Boyer : narratrice
- Yves Martin Allard : réalisateur
- Erik Cimon : réalisateur
- Michel Pelletier : réalisateur
- Mélissa Panneton : assistante à la réalisation
- Sylvestre Rios Falcon : scénariste
- Nicola Bridge : chef recherchiste
- Joël Provencher : directeur photo
- Gilles Blais : directeur photo
- Roy Biafore : directeur photo
- Ève Lamont : directrice photo
- Richard Laniel : directeur photo
- Martin Rioux : directeur photo
- Christian Cusson : musique originale